# Base Aérea das Lajes

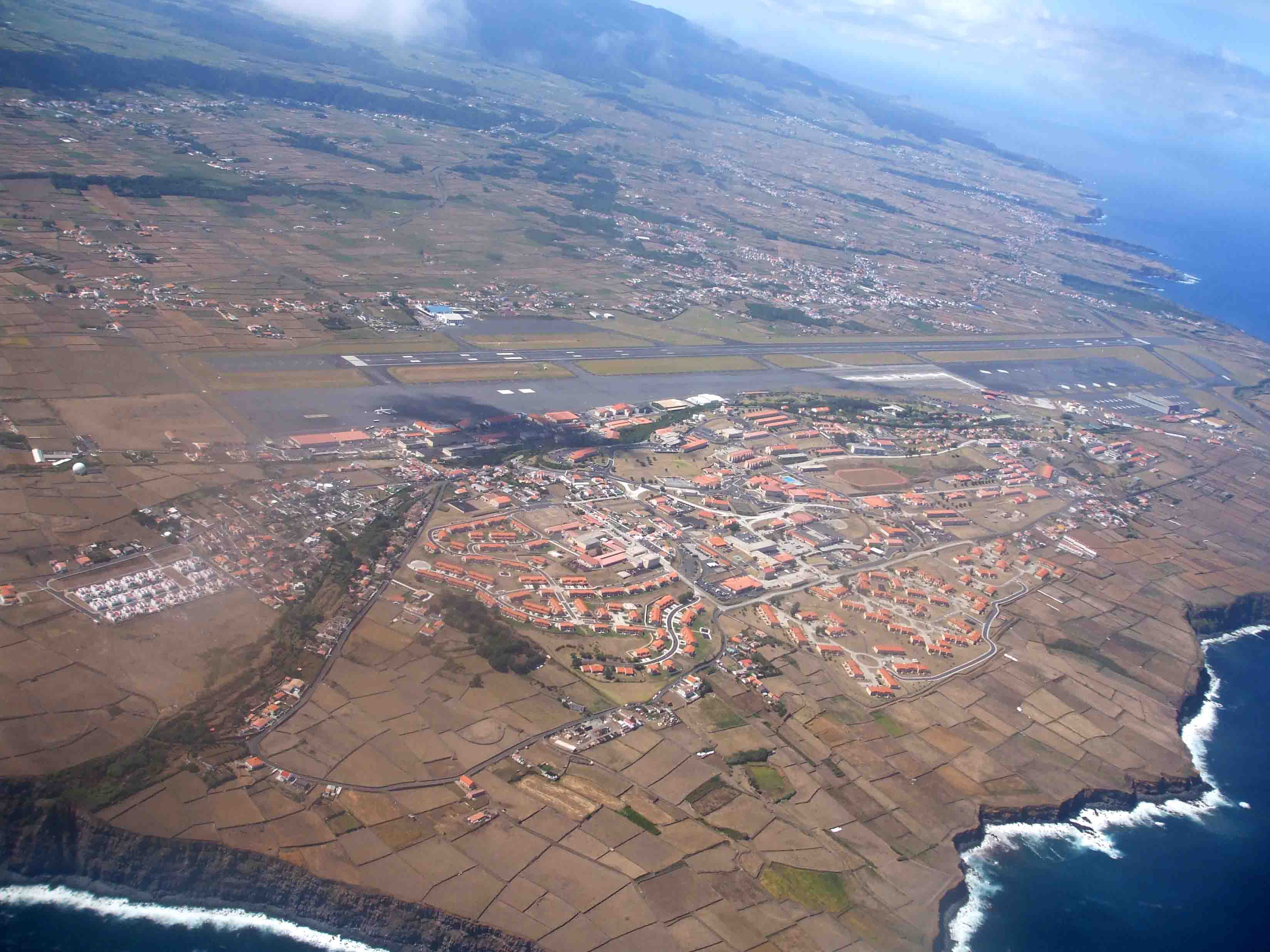
Vista aérea parcial da Base das Lajes em 2007

Vista da Base Aérea das Lajes em 2015

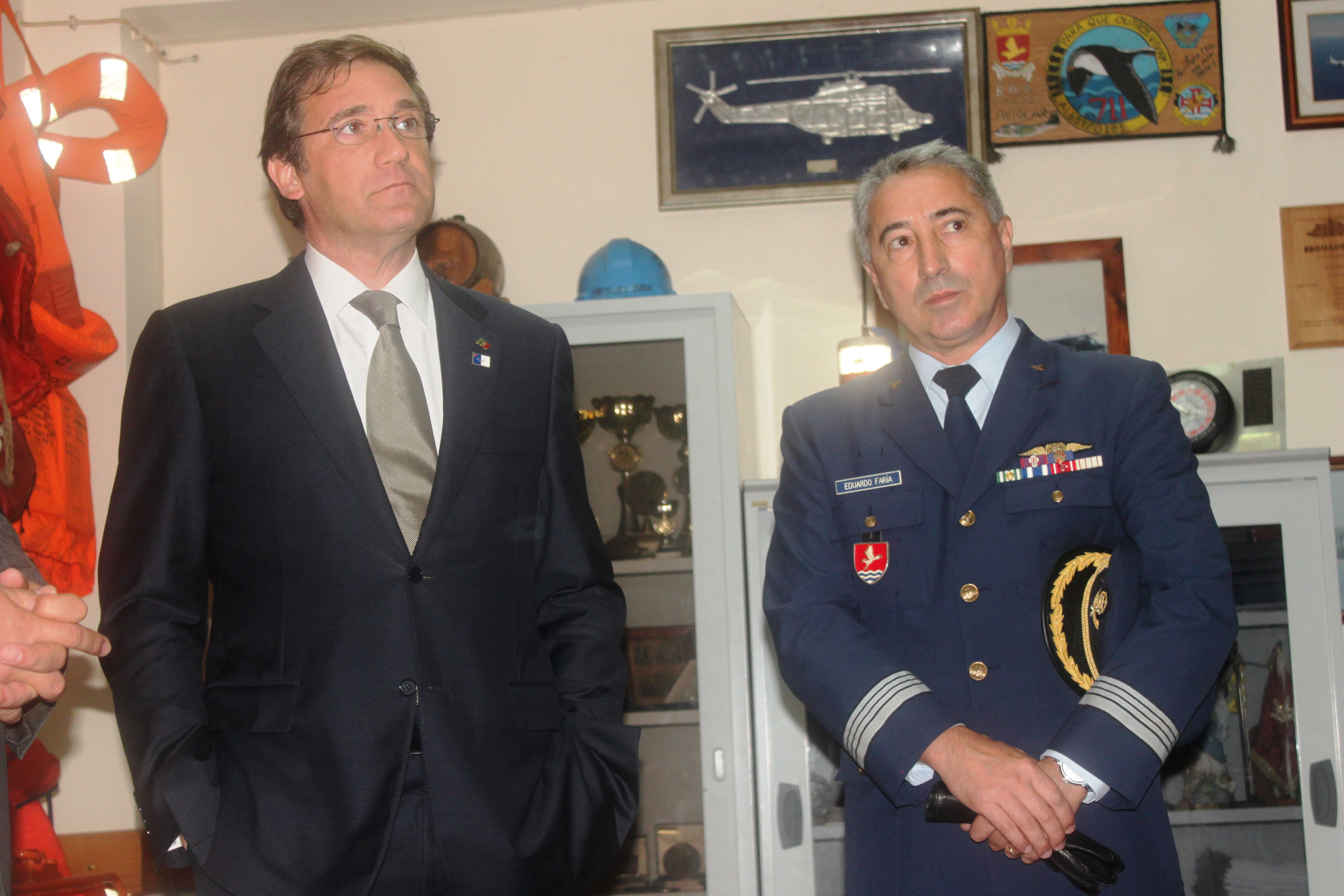
Pedro Passos Coelho numa visita oficial à Base Aérea das Lajes, em 2014, ao lado do então comandante da BA4, o coronel Faria.

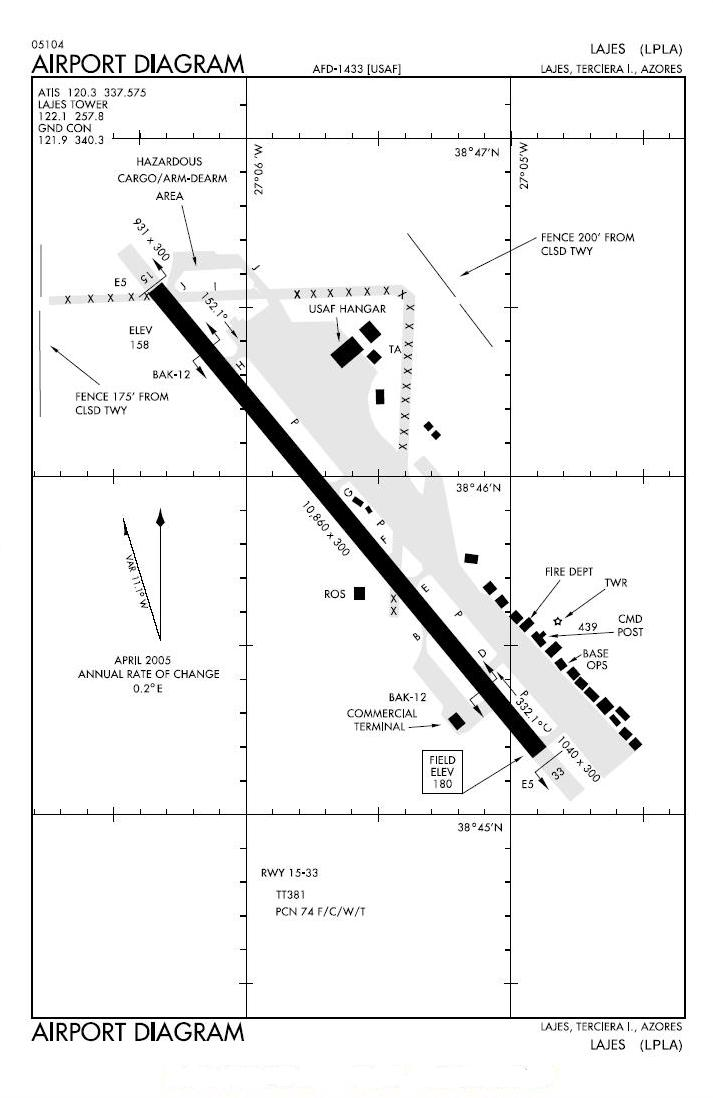
Base Aérea das Lajes: diagrama

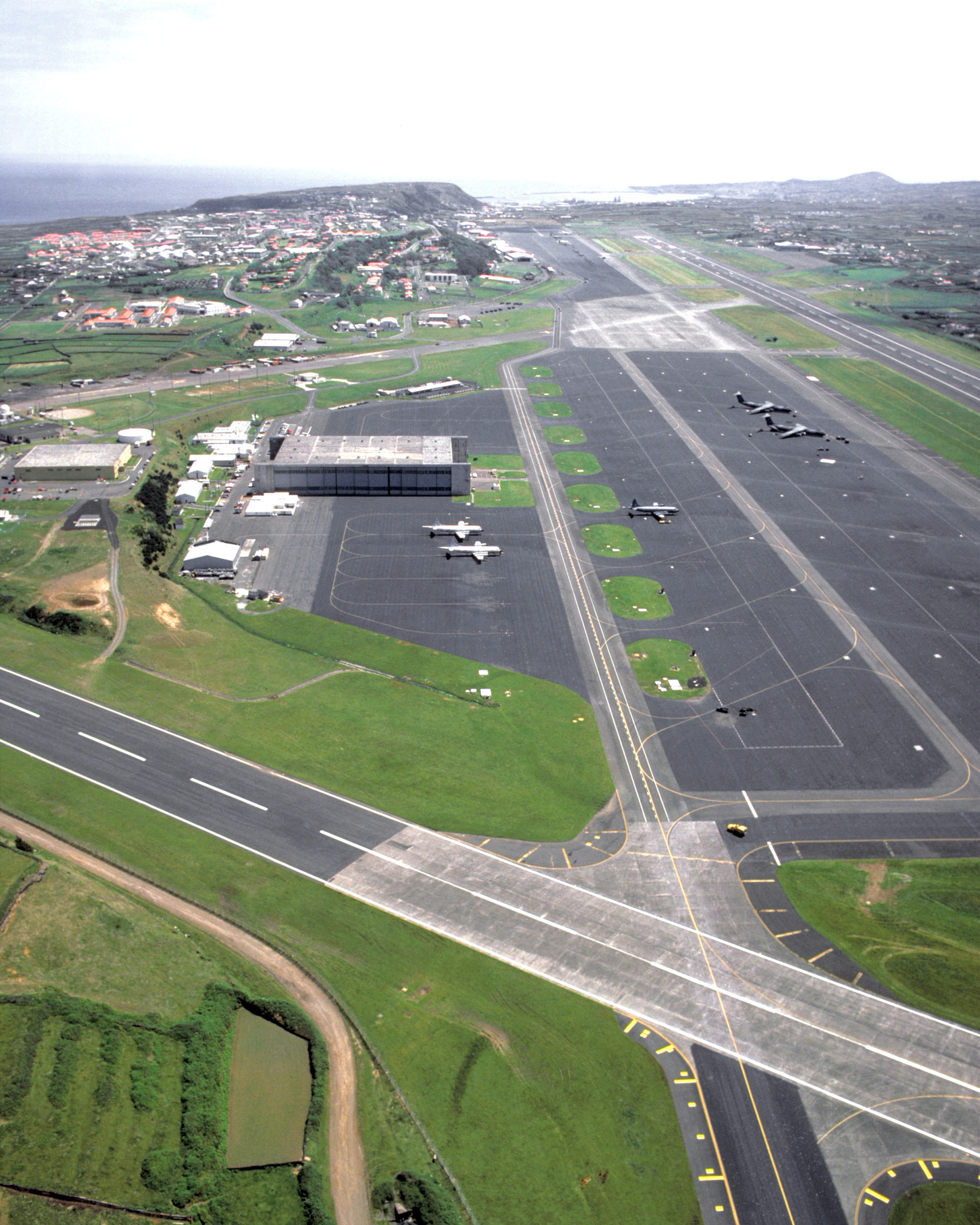
Vista aérea da Base das Lajes (1989). É possível ver aviões de carga da Força Aérea dos Estados Unidos e aviões de patrulha antissubmarina da FAP.

Primórdios da BA4, entre 1945 e 1950

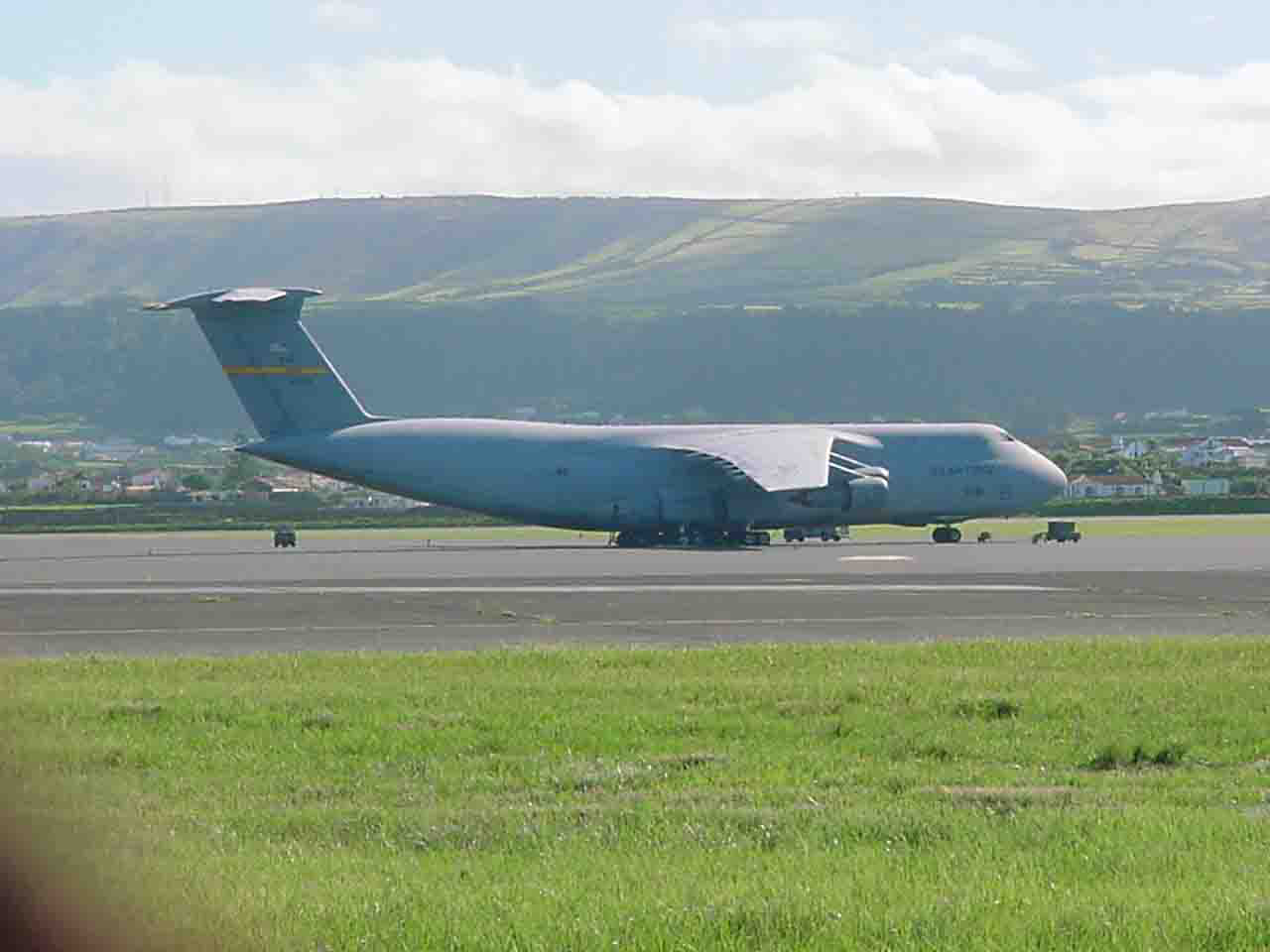
C-5 Galaxy da Força Aérea dos Estados Unidos estacionado na Base das Lajes.

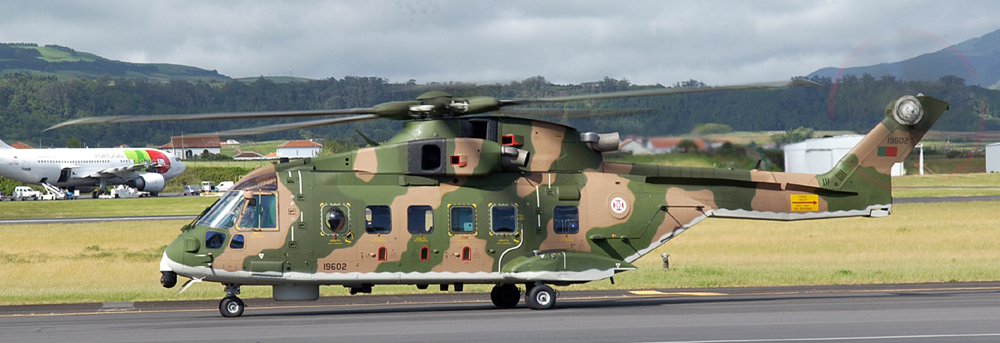
AgustaWestland EH101 ("Merlin") nas cores da FAP.

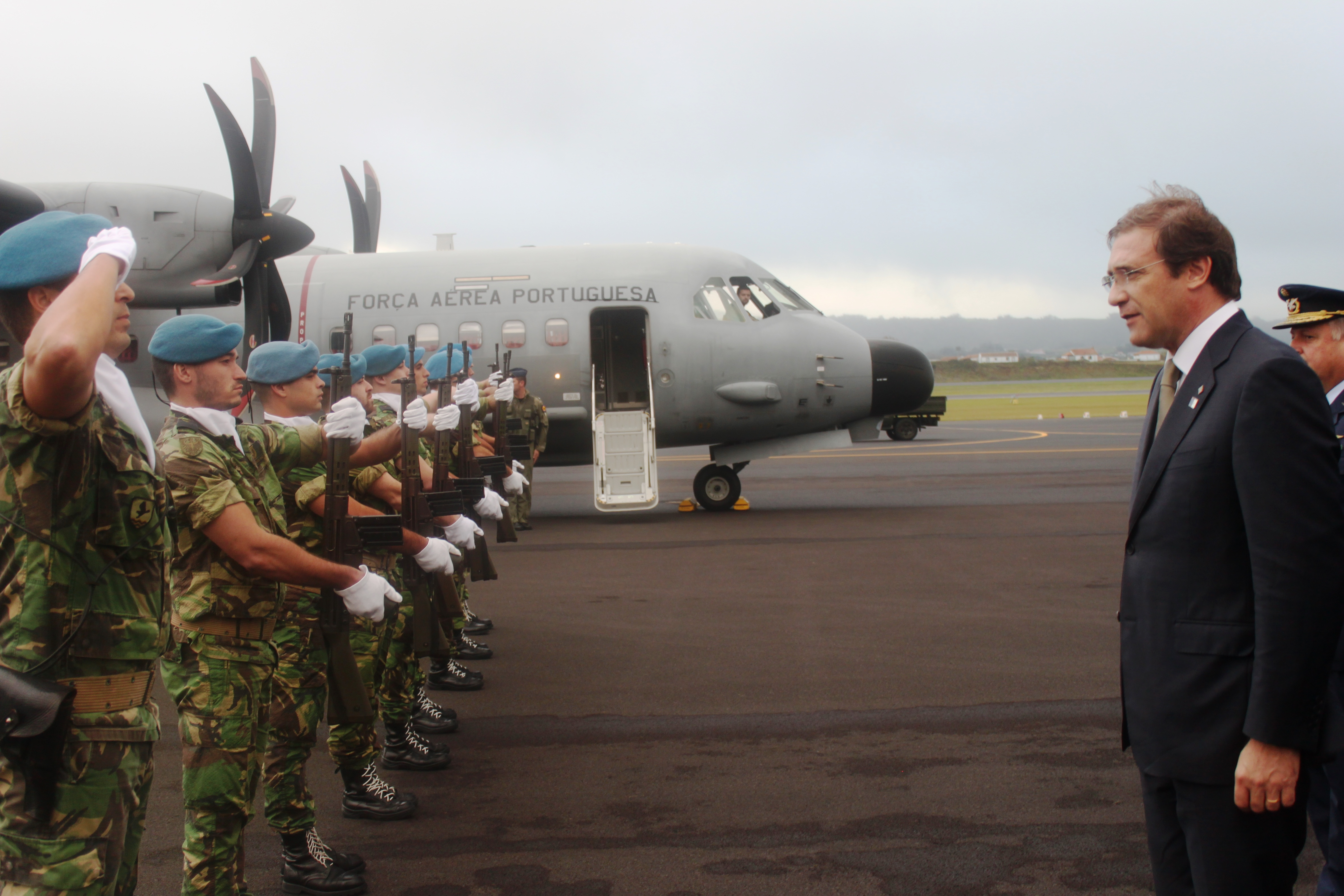
Primeiro-ministro português a ser recebido na Base Aérea n.º 4 por uma secção da Polícia Aérea.

A Base Aérea das Lajes MHIH, oficialmente designada como Base Aérea N.º 4 (BA4), é uma infraestrutura aeronáutica da Força Aérea Portuguesa. Está subordinada ao Comando da Zona Aérea dos Açores.
Localiza-se na vila das Lajes, no concelho da Praia da Vitória, na parte nordeste da ilha Terceira, nos Açores. Distribui-se em cerca de 10 km², na parte central da planície do Ramo Grande e em boa parte da encosta da serra de Santiago, com pistas de aterragem e áreas de estacionamento. Tem ainda anexo o molhe norte do porto da Praia da Vitória (Porto Militar), ao qual está ligada por uma estrada militar, além de instalações de telecomunicações e de armazenamento de combustíveis dispersas pela ilha, estas em boa parte hoje desativadas.
Embora criada no contexto da Segunda Guerra Mundial, o seu desenvolvimento e importância estão ligados à influência dos Açores no controlo do Atlântico, assim como o seu uso se prende ao interesse dos Estados Unidos no cenário de redefinição das predominâncias político-militares no pós-guerra. Nesse sentido a utilização da base permitia o rápido acesso à Europa, à África e ao Médio Oriente, constituindo-se num instrumento utilitário no contexto do confronto este-oeste protagonizado pela URSS e pelos Estados Unidos durante a chamada Guerra Fria.
Além da Força Aérea Portuguesa, esta base é também utilizada pela Força Aérea dos Estados Unidos, que mantém um acordo com Portugal desde 1945 e que permanece até aos dias de hoje. Ambos os países são membros fundadores da NATO.

## História

### O Aeródromo da Achada
Durante a primeira metade do século XX o incremento das travessias aéreas do Atlântico implicou na necessidade de bases de assistência às aeronaves. Em 1928 o tenente-coronel Salvador Alberto du Courtills Cifka Duarte, então inspector de Aeronáutica, foi nomeado para estudar a possibilidade de se construir um aeroporto numa das ilhas do arquipélago dos Açores, tendo este emitido o parecer de que o mesmo deveria ser implantado na ilha Terceira, na Achada, zona planáltica entre Angra do Heroísmo e as Lajes. Desse modo, por diligências da Junta Geral do Distrito Autónomo de Angra do Heroísmo, então presidida pelo médico Manuel de Sousa Meneses, foi construído o Aeródromo da Achada. O local escolhido era junto à estrada militar, e a pista era de terra batida, com 600 metros de comprimento por 70 de largura, em uma vasta área de pastagens. A inauguração ocorreu a 4 de outubro de 1930, tendo um biplano Avro 504 K, dotado com um motor "Gnome-Rhone" de 110 cv, alçado voo sob os olhares de centenas de espectadores. A aeronave, batizada como "Açor", era pilotada pelo capitão piloto aviador Frederico Coelho de Melo.

### A Base das Lajes
| “ | A moda da gasolina / Secou o trigo do chão – / Fez das Lajes um terreiro, / Oh! Que dor de coração! | ” |

Um outro estudo datado de 1928, de autoria do então coronel Eduardo Gomes da Silva, promovido por determinação do governo militar do arquipélago, destacava a importância da planície nas Lajes, também na ilha Terceira. Em função do mesmo, em 1934 o Serviço de Engenharia Militar iniciou a construção de uma pista de terra compactada na planície das Lajes, sob a supervisão do capitão engenheiro João Magro Romão.
Com a eclosão da Segunda Guerra, por volta de 1940 o receio de um desembarque da Alemanha Nazi no arquipélago, em violação à neutralidade portuguesa, ressaltou a importância da implantação de uma estrutura aeroportuária de grandes dimensões nos Açores, não apenas para defesa da soberania do país, mas principalmente como ponto de apoio para as forças aliadas, nomeadamente a Grã-Bretanha e os Estados Unidos. Para dissuadir os planos de ocupação, o Governo de Portugal enviou fortes contingentes militares para as ilhas, onde se incluíam unidades da Aeronáutica Militar do Exército Português que se instalaram em várias bases no arquipélago.
A implantação de uma pista de aviação de maior porte nas Lajes teve lugar a partir de 1941, sob a superintendência do futuro ministro da Guerra, general Fernando dos Santos Costa, que incumbiu o então major aviador Humberto Delgado do acompanhamento do projeto, e cuja execução ficou a cargo do capitão engenheiro João Magro Romão. Entre 1941 e 1942 foram construídas uma pista de terra batida, algumas arrecadações e chegaram alguns aviões Gloster Gladiator, entretanto remetidos para o Aeródromo da Achada enquanto decorriam as obras nas Lajes. Nascia assim a Base Aérea N.º 5, declarada como capaz para a defesa em 11 de julho de 1941. Em 1942 a base recebe as primeiras aeronaves de instrução "Miles Master" e o Batalhão de Caçadores N.º 10, que estaciona nas Fontinhas. Chegaram também duas baterias antiaéreas, que se aquartelaram nas Lajes.
Em 1943 o governo da Grã-Bretanha solicitou formalmente ao Governo Português, ao abrigo do Tratado de Aliança Luso-Britânico, o uso da Base das Lajes pela Royal Air Force, o que foi concedido pela assinatura do acordo de 17 de agosto do mesmo ano. Era também facultada a operação de outras infra-estruturas no arquipélago, como os portos da Horta, na ilha do Faial, e de Ponta Delgada, na ilha de São Miguel, além do Aeródromo de Santana, também em São Miguel. Desse modo, a 8 de outubro do mesmo ano, desembarcou no porto de Angra do Heroísmo o primeiro contingente militar britânico, o Grupo 247, uma força de 3000 homens, transportando 20 toneladas de equipamento diverso. Este contingente deu início, de imediato, à construção de uma pista de chapa metálica, com 2000 metros de extensão, inaugurada em 15 de dezembro do mesmo ano.
Quando da assinatura do protocolo luso-britânico em agosto de 1943, os Estados Unidos também manifestaram a sua pretensão de obter acesso aos Açores. Em que pese a desconfiança do gabinete de Lisboa, as primeiras forças norte-americanas desembarcam também no porto de Angra, em 9 de janeiro de 1944, sob a dissimulação de no cumprimento de uma missão de apoio às tropas britânicas. Esse efetivo constituía-se em 532 técnicos, com a missão de incrementar os trabalhos de terraplanagem, essenciais à ampliação do aeródromo. É às United States Armed Forces que se deve a atual configuração do Aeroporto das Lajes, com cinco pistas, a mais extensa das quais com quase 4000 metros de extensão.

### Do fim do conflito aos nossos dias
Com o fim do conflito (1945), as tropas britânicas retiram a 2 de junho de 1946, data que coincide com o retorno da tutela portuguesa e com a transferência para as Lajes da Base Aérea N.º 4, até então no Aeródromo de Santana em São Miguel, de acordo com Portaria publicada no Diário do Governo de 27 do mesmo mês. No mesmo período confirma-se a presença norte-americanas nas Lajes, após a retirada do Aeroporto de Santa Maria.
A partir de então o aeródromo conhece uma série de benfeitorias, sendo a estrutura da Base reorganizada. O tráfego de aeronaves aumenta, com destaque para os Boeing B-17, os Douglas C-54, os Albatroz SA-16, os Dakota C-17 e os helicópteros Sikorsky SH-19. Entre as funções da Base destacam-se as de Busca e Salvamento, reconhecimento meteorológico, transporte aéreo, e formação de pilotos e navegadores para aviões plurimotores.
Até à Revolução dos Cravos (1974) a importância estratégica da Base das Lajes justificou a integração do país na Organização do Tratado do Atlântico Norte (1949), bem como a tolerância de Washington face ao regime político autocrático de Lisboa e à Guerra Colonial Portuguesa. Após a revolução, a garantia da presença nas Lajes suscitou a contribuição norte-americanas para o reequipamento das Forças Armadas portuguesas.
Em 1978 a BA4 foi integrada no Comando Aéreo dos Açores, sendo-lhes atribuídas as missões de Busca e Salvamento, Transporte Tático, e o Patrulhamento Marítimo na área do arquipélago. Adicionalmente, as suas unidades aéreas desempenham um papel preponderante no apoio às populações e autoridades civis locais, nomeadamente através das evacuações sanitárias e do transporte inter-ilhas.
Em 1979, após cinco anos de negociações, a renegociação do acordo de cedência das infraestruturas militares aos Estados Unidos na base das Lajes estabeleceu a troca de facilidades militares por compensações materiais: 140 milhões de dólares por um período de quatro anos, cabendo 80 milhões de dólares à Região Autónoma dos Açores, pagas em prestações de 20 milhões em outubro de cada ano. Esta compensação financeira ajustada entre os dois países representou o principal aporte de recursos do Governo Regional até ao ingresso dos fundos comunitários, decorrente da adesão de Portugal à União Europeia por tratado em 1986. Os recursos norte-americanas financiaram desse modo uma parte expressiva do plano de infra-estruturas da administração autonómica, nomeadamente a criação de uma rede regional de portos e aeroportos, a expansão de sistemas de abastecimento de água e de saneamento básico, o ensaio da geotermia e construção de escolas e de hospitais.
O acordo foi renegociado em 1985 mas, desta feita, embora tenha contemplado nova ajuda substancial, comparativamente insistiu mais no reequipamento das Forças Armadas Portuguesas do que no desenvolvimento insular.
No início da década de 1990, com a queda da antiga União Soviética (1991), aumentou o poder de negociação dos Estados Unidos, que passaram a questionar a lógica das contrapartidas, considerando-a contrária ao espírito de cooperação entre parceiros da OTAN. Ao mesmo tempo, o ingresso de Portugal na União Europeia e o concomitante acesso aos fundos comunitários, diminuiu a necessidade portuguesa de comparticipação dos Estados Unidos, desvalorizando cada vez mais a Base das Lajes em termos financeiros.
Em 2003 a base foi palco da cimeira Bush-Aznar-Blair, em que Durão Barroso foi o anfitrião.
A 21 de Julho de 2006 foi feita Membro-Honorário da Ordem do Infante D. Henrique.
Em 2012, diante das especulações na comunicação social sobre o fim da presença norte-americanas nas Lajes, esta era reafirmada, questionando-se apenas o seu volume, ao mesmo tempo em que o Governo Regional se mobilizava em defesa dos interesses dos Açores.
A base fez parte ainda do dispositivo para receber os vaivéns espaciais da NASA em situações de emergência.
O comando português da base é responsável pelas operações do Centro Coordenador de Busca e Salvamento, pelas de Reconhecimento Meteorológico e de Transporte Aéreo Militar, às quais estão atribuídos os meios aéreos existentes.

## Destacamentos

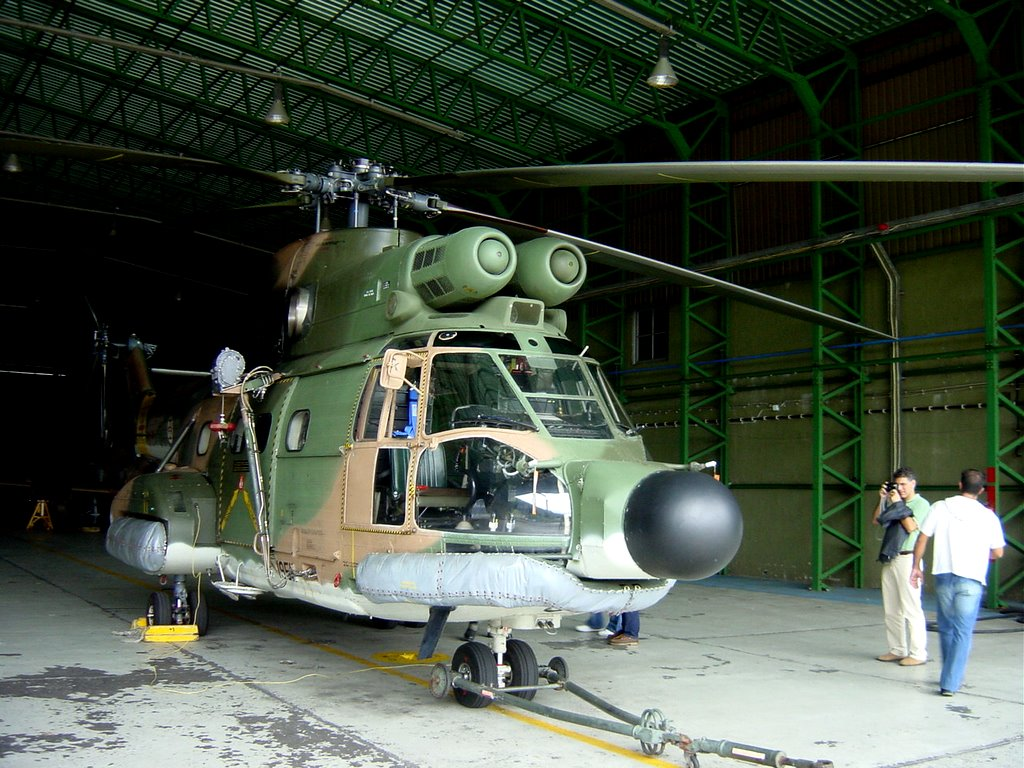
Antigo SA-330 Puma da Esquadra 751 'Pumas'.

- Esquadra 502 -  'Elefantes'  com as missões de evacuação médica e transporte geral, para além da missão de busca e salvamento. Opera as aeronaves CASA C-295M.
- Esquadra 751 -  'Pumas'  com as missões de busca e salvamento e evacuação médica. Opera as aeronaves AgustaWestland EH101 "Merlin".

A Esquadra 502 e a Esquadra 751 têm nesta base um destacamento permanente, de uma aeronave, no caso da 502 e duas aeronaves, no caso da 751.
A Esquadra 711 foi feita Membro-Honorário da Ordem do Infante D. Henrique a 1 de Junho de 2000.